# Enargia nigrescens
Enargia nigrescens là một loài bướm đêm trong họ Noctuidae.